# Calaisa
Le Calaisa sono un gruppo musicale svedese formato a Malmö nel 2004 da Lisa Troedsson e dalle sorelle Anna e Malin Törnquist.

## Carriera
Nella loro formazione originale del 2004, le Calaisa includevano due coppie di sorelle: Lisa e Caisa Troedsson, e Anna e Malin Törnquist. Con questa formazione hanno pubblicato il singolo Do It Again. Prima della loro salita alla ribalta, Caisa Troedsson ha abbandonato il gruppo.
Non essendo riuscite ad ottenere un contratto discografico in Svezia, le Calaisa si sono recate a Nashville, dove hanno firmato con la suddivisione di musica country della Mercury Records. Nell'autunno del 2006 è uscito il loro album di debutto eponimo, che ha raggiunto l'8ª posizione nella classifica svedese.
Nel 2008 le ragazze hanno partecipato a Melodifestivalen, il più seguito festival canoro svedese, utilizzato come selezione del rappresentante nazionale per l'Eurovision Song Contest. Hanno presentato il loro inedito If I Could, ma non si sono qualificate per la finale. Il brano ha raggiunto la 32ª posizione della classifica svedese dei singoli.
Da allora, il gruppo ha pubblicato due nuovi album d'inediti: Grafton Street nel 2009, che ha debuttato al 14º posto in classifica in Svezia, e Up to Us nel 2012, che è entrato al 17º posto.

## Discografia

### Album in studio
- 2006 – Calaisa
- 2009 – Grafton Street
- 2012 – Up to Us

### Singoli
- 2004 – Do It Again
- 2006 – Hey Girl
- 2008 – If I Could